# Новиков, Виктор Алексеевич
Ви́ктор Алексе́евич Но́виков (1913—1941) — советский танкист, капитан. Первый из арзамасцев, удостоенный звания Героя Советского Союза.

## Биография
Родился в Нижнем Новгороде в семье рабочего. Вскоре семья переехала в Арзамас. Здесь Виктор окончил семилетку, работал электромонтёром, вступил в комсомол, отсюда в 1935 году ушёл в Красную Армию.
В июле 1937 года во время Гражданской войны в Испании механик-водитель танка БТ-5 Виктор Новиков отправился в Испанию добровольцем. В бою под Сарагосой его танк был подожжён снарядом. Два члена экипажа покинули машину. Новиков на горящем танке продолжал давить врагов гусеницами, а затем, приведя машину в расположение своих, потерял сознание. Его, обгоревшего, доставили в Барселонский госпиталь, а после выздоровления в феврале 1938 года самолётом отправили на родину.
Указом Президиума Верховного Совета СССР от 7 марта 1938 г. Виктору Алексеевичу Новикову было присвоено звание Героя Советского Союза.
Был избран депутатом Верховного Совета РСФСР первого созыва.
В 1941 году В. А. Новиков окончил Военную академию бронетанковых войск и был назначен помощником начальника штаба 52-го танкового полка 26-й танковой дивизии. С этим полком капитан Новиков с первых дней Великой Отечественной войны участвовал в боях. В октябре 1941 года под Могилёвом коммунист Виктор Алексеевич Новиков погиб (пропал без вести).

## Память

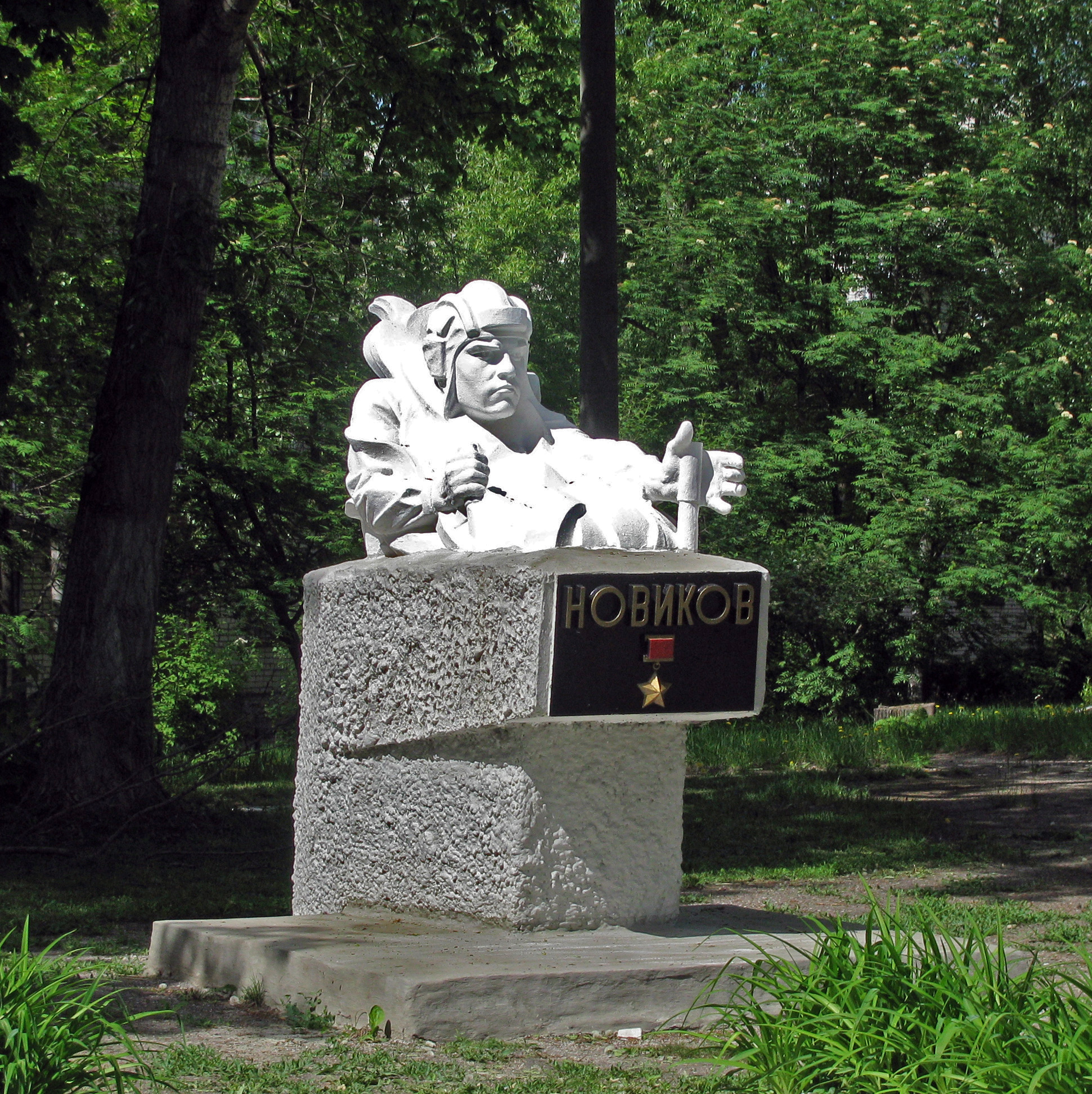
Памятник В. А. Новикову в Арзамасе.

- Именем Героя назван переулок в Арзамасе, на котором находился его родной дом (с мемориальной доской) и пионерская дружина арзамасской школы № 5 имени А. А. Жданова. В настоящее время на месте дома Новикова построен другой дом, мемориальная доска отсутствует.
- Установлен памятник в Арзамасе на проспекте Ленина рядом с Арзамасским политехническим колледжем имени Героя Советского Союза В. А. Новикова. Колледж и памятник расположены в непосредственной близости от места, где жил Новиков. На одном из зданий колледжа, где Герой работал в 1931—1933 годах, также имеется мемориальная доска,
- Бюст В. А. Новикова установлен в Арзамасе у Вечного огня, среди бюстов других арзамасцев, ставших Героями Советского Союза.

## Награды
- Герой Советского Союза (7 марта 1938).